# Newbie
In ambito informatico, e in particolare nel gergo di Internet o nell'inglese degli adolescenti, il termine informale inglese newbie (letteralmente neofita) indica una persona inesperta di un certo contesto che mostra l'intenzione a migliorarsi.

## Origine ed evoluzione del termine
La pronuncia inglese è ['njuːbi] (britannica) o ['nuːbi] (americana), italianizzabile in /'n(j) ubi/.
Il termine, sfruttato anche in una grandissima quantità di varianti quali "niubbo", "newb"," noob", "n00b", "nabbo", "niubie", "newbbone", "nabbone", "nabbazzo", "nabboide", "nab", "nub", "nabbino", "nabbetto", "nubbetto", è particolarmente usato nelle comunità virtuali in rete come forum, blog, newsgroup, videogiochi o applicazioni di social networking ma spesso viene confuso come sinonimo di "noob".
In realtà, infatti, "noob" - e così i suoi derivati per assonanza (come "gnubbo", "nabbo", ecc.) - non ha la stessa valenza di "newbie", bensì ha una connotazione negativa; letteralmente, infatti, "noob" identifica "un soggetto neofita" che, al contrario del "newbie", non ha la minima intenzione di migliorarsi.
Pertanto, "noob" ha una connotazione derisoria o dispregiativa; "newbie", d'altro canto, non può avere un'accezione negativa. Occorre precisare, infine, che il "newbie" non va confuso con l'utonto (contrazione di utente e tonto) per lo stesso motivo sopracitato.

## Usi
Il termine newbie è generalmente, ma erroneamente, usato in senso derisorio verso i nuovi utenti, i quali si fanno notare da quelli più anziani con domande ingenue o per il loro comportamento nel momento in cui non riescono ad integrarsi subito con la community, risultando goffi e in alcuni casi snervanti (ovvero dei "noob"). Viene usato anche per definire una "minoranza" di gente che non è pratica di informatica, quindi Newbie.
Per questo motivo, a causa della loro inesperienza, vengono talvolta accolti malignamente e poco delicatamente. Sono frequenti i casi in cui un newbie riesce ad integrarsi presto, viceversa in alcuni casi estremi può essere senza molta delicatezza ostracizzato se non indotto in malo modo ad abbandonare la comunità.
I criteri per essere considerato un newbie sono molto vari; una persona può essere considerata un newbie in una comunità mentre rimane un membro di tutto rispetto in un'altra.
Talvolta alcuni degli utenti approfittano della naturale ignoranza dei newbie per sottolineare ogni loro minimo errore di qualsivoglia natura, dalla grammatica all'incoerenza con l'attualità o con le usanze tipiche della community. I newbie sono perciò oggetto di scherno da parte di altri utenti delle comunità, che credono così di dimostrare la loro superiorità.
I newbie cadono spesso vittime di questi atteggiamenti affossandosi in un circolo vizioso, rispondendo alle azioni degradanti in maniera impropria.
Un'"invasione" massiccia di newbie può diventare insostenibile (ad esempio a causa delle stesse domande ricorrenti), pertanto nelle community si usa in genere stilare una lista di risposte a domande frequenti (FAQ) e/o un regolamento da seguire per permettere ai newbie di domandare informazioni senza infastidire o andare fuori tema. L'acronimo inglese RTFM (Read The Fucking Manual, letteralmente "leggi il fottuto manuale") è una risposta acida utilizzata soprattutto nei casi di domande più o meno elementari.
In alcuni casi l'abitudine da parte di più utenti di etichettare un terzo come noob può in realtà mascherare una pratica di nonnismo cibernetico, cioè un caso di bossing nei confronti del 'nuovo arrivato'.
Va detto infine che il termine può essere anche usato all'interno di una conversazione per definire se stessi in maniera ironica e per ammettere, indirettamente, la propria ignoranza su un determinato argomento.